# Albanopolis
Albanopolis (alb.: Albanopoli, grč.: Ἀλβανόπολις) je bio grad u rimskoj provinciji Makedoniji ilirskog plemena Albani. Mnogi povjesničari danas ovaj grad smještavaju na područje današnjeg sela Zgërdhesh, blizu Kruja u Albaniji. Stari grad Albanopolis može odgovarati kasnije spominjanim u naseljima Arbanonu i Albanonu u Srednjem vijeku, iako ih se nigdje ne dovodi u vezu. Grad se pojavljuje oko 150. godine, gotovo 300 godina nakon rimskog osvajanja.